# Bettina Wulffová
Bettina Wulffová, rodným jménem Bettina Körner (* 25. října 1973, Hannover, SRN) je manželka bývalého prezidenta Německé spolkové republiky Christiana Wulffa, který se ujal úřadu 30. června 2010. Jedná se o nejmladší první dámu v historii státu, když se jí stala ve třiceti šesti letech.

## Životopis
Narodila se v roce 1973 v Hannoveru do rodiny bankovního úředníka Horsta Körnera a Inge Körnerové. Má staršího bratra Thorstena Körnera. Dětství prožila blízko rodného města v Grossburgwedelu. Na Ústavu žurnalistiky a výzkumu komunikací Vysoké škole hudební v Hannoveru absolvovala v roce 1998 obor řízení médií.
Pracovala v médiích jako editorka a od roku 2000 byla tiskovou mluvčí postupně ve společnostech Continental a Rossmann.
3. března 2008 se provdala za tehdejšího dolnosaského ministerského předsedu Christiana Wulffa, který byl posléze zvolen německým spolkovým prezidentem. Wulff byl v letech 1988–2006 ženatý s právničkou Christiane Wulfovou, se kterou se však rozvedl. Z tohoto svazku má politik dceru Annalenu (nar. 1996). Bettině Körnerové se před sňatkem narodil z nesezdaného vztahu syn Leander Balthasar (nar. 2003). Po sňatku s Wulffem se manželům narodil syn Linus Florian (nar. 12. května 2008). Po Wulffově vynucené abdikaci z úřadu prezidenta prošlo manželství Christiana a Bettiny Wulffových krizí, která však skončila usmířením. Navíc se manželé jako evangelíci nechali oddat i církevně.